# Misterioasa afacere de la Styles
Misterioasa Afacere de la Styles este un roman polițist scris de către scriitoarea britanică Agatha Christie. Face parte din seria Hercule Poirot. Din punct de vedere cronologic, acesta este primul roman scris de către Agatha Christie, în anul 1916. A fost prima dată publicat de către John Lane în octombrie 1920 în Statele Unite ale Americii, iar apoi de către The Bodley Hand (John Lane's UK company) pe data de 21 ianuarie 1921 în Marea Britanie.

## Istoric
Romanul polițist Misterioasa Afacere de la Styles a fost publicat la cinci ani după ce autoarea Agatha Christie a fost provocată de către sora ei, Madge, să scrie o carte. Din fericire pentru autoare, criticile au fost de natură pozitive, iar cartea a devenit celebră. Tot în aceasta, lumea aude pentru prima oară de Hercule Poirot, un detectiv fictiv de origine belgiană.

## Personaje
- Arthur Hastings, naratorul și prietenul foarte bun al lui Hercule Poirot
- Hercule Poirot, un detectiv belgian faimos
- Inspectorul Japp de la Scotland Yard
- Emily Inglethorp, stăpâna de la Styles Court
- Alfred Inglethorp, soțul mult mai tânăr al ei, bănuit ca fiind vânător de averi
- John Cavendish, fiul vitreg al lui Emily Inglethorp
- Mary Cavendish, soția lui John Cavendish
- Lawrence Cavendish, fratele mai mic al lui John Cavendish
- Evelyn Howard, compania domnișoarei Inglethorp
- Cynthia Murdoch, frumoasa și vitrega soră a unei prietene de familie
- Dr. Bauerstein, un toxicolog suspect și spion
- Dorcas, menajeră la Styles Court

## Traduceri în limba română
- Editura Excelsior Multi Press, 1994, traducere: Doina Topor [2]
- Editura Rao, 2011